# Косяэ
Косяэ (кусаие, косраэ, кусаеанский язык; самоназвание — Kosrae [ko.sʲa.e]) — микронезийский язык, родной язык народа косраэ, проживающего на острове Кусаие, самом восточном из Каролинских островов.

## Численность и ареал
Согласно подсчётам Ethnologue численность носителей этого языка составило около 8000 человек. Основными носителями являются жители острова Кусаие, а также кусаиенские диаспоры.

## Классификация
Язык относится к австронезийской семье и входит в микронезийскую группу океанийской подзоны восточно-малайско-полинезийской зоны.

## Алфавит
Язык основан на латинице. Язык включает намного больше гласных, чем в латинице, из-за чего усложняется точное написание и чтение слов. Кусаеанский-английский словарь 1976 года также включил в себя руководство по произношению букв, чтобы учесть фонетические различия между английским и кусаеанским языками. В языке длина продолжительности звука гласных в языке не указывается.
В языке всего 18 букв:
A E I O U F K L M N P R S T W Y Ng Sr.

## Риск
Несмотря на более широкое распространение английского языка, носители продолжают использовать косяэанский язык в качестве основного язык на острове. Английский язык используется обычно в официальных документах.